# Мертенсовы жабы
Мертенсовы жабы (лат. Mertensophryne) — род бесхвостых земноводных из семейства жаб, обитающих в Африке. Родовое название происходит от имени немецкого герпетолога Роберта Мертенса и греч. phrynos — «жабы».

## Описание
Общая длина представителей этого рода колеблется от 24 до 46 мм. Барабанная перепонка и стремя отсутствуют.

## Размножение
Это яйцекладущие земноводные. Яйца относительно крупные, диаметром 1,8–2,5 мм и немногочисленные (максимум 35–188).

## Распространение
Являются эндемиками Африки. Ареал охватывает восток и юг ДРК и Кении, Танзанию, Малави, юго-восточный Зимбабве и соседний Мозамбик.

## Классификация
На февраль 2023 года в род включают 14 видов:
- Mertensophryne anotis (Boulenger, 1907) — Безухая жаба
- Mertensophryne howelli (Poynton & Clarke, 1999)
- Mertensophryne lindneri (Mertens, 1955) — Дар-эс-саламская жаба
- Mertensophryne lonnbergi (Andersson, 1911) — Волосковая жаба
- Mertensophryne loveridgei (Poynton, 1991)
- Mertensophryne melanopleura (Schmidt & Inger, 1959)
- Mertensophryne micranotis (Loveridge, 1925) — Жаба Мертенса
- Mertensophryne mocquardi (Angel, 1924)
- Mertensophryne nairobiensis (Loveridge, 1932)
- Mertensophryne nyikae (Loveridge, 1953)
- Mertensophryne schmidti Grandison, 1972 — Жаба Шмидта
- Mertensophryne taitana (Peters, 1878) — Черногрудая жаба
- Mertensophryne usambarae (Poynton & Clarke, 1999)
- Mertensophryne uzunguensis (Loveridge, 1932) — Пухлая жаба